# NSB 65 sorozat
Az NSB 65 sorozat egy norvég háromrészes 15 kV, 16,7 Hz AC áramrendszerű villamosmotorvonat-sorozat volt. Az NSB üzemeltette 1936 és 1985 között. Összesen 49 egység készült belőle a Norsk Elektrisk & Brown Boveri, Skabo és a Strømmen gyáraiban. A motorvonatok közül néhányat megörzött a Norwegian Railway Association, a NBVJ, Freunde des Schienenverkehrs Flensburg, Minden Museum Railway és a Colne Valley Railway.